# Isole
Isole — шведская эпик-дум-метал-группа.

## История
Группа была образована в 1990 году гитаристами Кристером Ольссоном (швед. Crister Olsson) и Даниелем Брюнтсе (швед. Daniel Bryntse) и первоначально носила имя Forlorn. Было записано несколько демо, однако состав коллектива постоянно менялся, и после записи демо Waves of Sorrow в 1994 году деятельность группы была приостановлена.
В 2003 году с музыкантами связался лейбл I Hate Records. Ольссон и Брюнтсе вновь собрали группу, сменив при этом её название на Isole. Первый полноформатный альбом Forevermore был выпущен в 2005 году. За ним последовали мини-альбом The Beyond и второй полноформатный Throne of Void в 2006 году. После этого группа подписала контракт с Napalm Records и выпустила на новом лейбле ещё 3 альбома: Bliss of Solitude в 2008, Silent Ruins в 2009 и Born From Shadows в 2011 году.

## Состав

### Текущий состав[2]
- Daniel Bryntse — гитара, вокал
- Henrik Lindenmo — бас, вокал
- Crister Olsson — гитара, вокал
- Jonas Lindström — ударные

### Бывшие участники[3]
- Kim Molin — ударные
- Magnus Helin — гитара
- Jan Larsson — бас
- Magnus Björk — гитара, вокал
- Per Sandgren — гитара

## Дискография
- 2004 — Promo 2004 (демо)
- 2005 — Forevermore (полноформатный)
- 2006 — The Beyond (EP)
- 2006 — Throne of Void (полноформатный)
- 2008 — Bliss of Solitude (полноформатный)
- 2009 — Silent Ruins (полноформатный)
- 2011 — Born From Shadows(полноформатный)
- 2014 — The Calm Hunter (полноформатный)
- 2019 — Dystopia (полноформатный)
- 2023 — Anesidora (полноформатный)